# Gedächtnisspanne
Die Gedächtnisspanne (Bezeichnungen mit ähnlicher Bedeutung: unmittelbares Behalten, Gegenwartsdauer, Fluoreszenzgedächtnis, Working Memory) ist die Zahl der Elemente, die ein Lebewesen gleichzeitig miteinander vergleichen oder in irgendeine logische Beziehung zueinander setzen kann. Je größer die Gedächtnisspanne oder das unmittelbare Behalten ist, desto komplizierteres Denken wird möglich. Ihre Ausprägung hängt mit dem Erfolg in Schule, Beruf und Alltag sowie mit der Lebensqualität, mentalen Gesundheit und Lebensdauer in einer Informations- und Wissensgesellschaft zusammen. Dies macht ihre praktische Bedeutung aus.
Durch körperliche Einflüsse wie bestimmte Ernährung einschließlich Pharmaka sowie durch Bewegung oder Schlaf und durch geistige Trainings lässt sich die Gedächtnisspanne ändern.

## Vorgeschichte
In der Geschichte der Intelligenzpsychologie nahm die „Gedächtnisspanne“, später als „Merkspanne“ bezeichnet, von Beginn an einen wichtigen Platz ein: Ein Test für die Merkspanne war bereits als einer unter mehreren Untertests in den nach heutigen Maßstäben ersten Intelligenztest (Binet und Simon, 1904) aufgenommen worden. Als Untertest gehörte die Merkspanne auch zu den weltweit wahrscheinlich verbreitetsten Intelligenztests, die von Wechsler (1939) entwickelt worden waren.
Aufgrund der Analyse der menschlichen Informationsverarbeitung nach nachrichtentechnischen Modellen forderte Frank (1960) für die Verarbeitung bewusster Information zwei nicht weiter zerlegbare Größen
1) die Informationsverarbeitungsgeschwindigkeit und die
2) Gegenwartsdauer, die dem zeitlichen Aspekt der Merkspanne entspricht.
Das Produkt dieser beiden Basisgrößen bildet die Kurzspeicherkapazität, die heute auch als „Arbeitsspeicherkapazität“ bezeichnet wird. Diese entspricht nicht dem englischen Working Memory, weil es üblicherweise nicht die Informationsverarbeitungsgeschwindigkeit einschließt. Working Memory deckt sich in der Bedeutung oft mit der Merkspanne. Ob Letzteres zutrifft, ist daran zu erkennen, dass als Tests oder Übungen für das Working Memory nur solche aus dem Repertoire der Merkspanne genommen werden, wie z. B. Ziffern-Nachsprechen oder Buchstaben unmittelbar reproduzieren. Forschungsarbeiten der Erlanger Schule der Informationspsychologie wiesen die Zusammenhänge der beiden Komponenten der Arbeitsspeicherkapazität mit Intelligenz, aber auch mit biologischen und soziologischen sowie gesellschaftlichen Variablen nach. Dabei sind die Beziehungen der beiden Komponenten zur Intelligenz jeweils unterschiedlich. Mit bildgebenden Verfahren konnte inzwischen auch nachgewiesen werden, dass der Merkspanne im Gehirn ein anderes Netzwerk zugrunde liegt als der Informationsverarbeitungsgeschwindigkeit (Takeuchi u. a., 2011).

## Überblick

Entwicklung der Gedächtnisspanne im Laufe der Kindheit

Die Gedächtnisspanne ist bei kleinen Kindern gering, nur zwei oder drei, und wächst dann bei intelligenten Kindern etwa alle zwei Jahre um ein Element an. Es war der Psychologe Jean Piaget, der die Bedeutung der Gedächtnisspanne erkannte und der die Theorie aufstellte, dass das Ausreifen des Denkens bei Kindern ursächlich mit dem Wachsen der Gedächtnisspanne zusammenhängt. Hochbegabte Kinder haben schon bei Eintritt ins Schulalter eine Gedächtnisspanne von fünf.
Die Möglichkeiten der gleichzeitigen Verarbeitung mehrerer Elemente lässt sich aber auch methodisch steigern. Durch Einbau mehrerer Elemente in einen Gesamtzusammenhang können diese in einer erhöhten Menge betrachtet werden. Baut eine Testperson also die Begriffe „Pferd“, „Hund“, „Kuh“, ... in die größere Einheit „Bauernhof“ ein, dann dient dies als eine erweiternde Stütze des Kurzzeitgedächtnisses. Die Begriffe können gemeinsam betrachtet und untersucht werden.
Eine solche Bildung von Bedeutungseinheiten, letztlich also von Komplexen, bildet auch die Grundlage höherer Denkvorgänge. Es wird sowohl eine Reduktion der Information als auch ein größere Zusammenhänge erfassender Blick gewonnen.
Diese grundlegende Art der Informationsverarbeitung, auch als Chunking bezeichnet, führt nicht nur nach außen hin zu einer scheinbaren Überschreitung der Siebenerschwelle, sondern zur Aufnahme und Ergründung weitverzweigter Informationsstrukturen.
Das Testen der Gedächtnisspanne in verschiedenen Varianten (etwa Wiedergabe von Zahlenfolgen vorwärts oder rückwärts oder mitten aus einer fortlaufenden Zahlenreihe heraus) ist seit etwa 100 Jahren ein fester Bestandteil von zahlreichen Intelligenztests.
Ein typisches Beispiel für die Bildung von Informationseinheiten aus scheinbar unzusammenhängenden Zeichen weit über die 7er-Schwelle hinaus ist unter anderem die buchstabenbezogene Schrift und für die Basistests mit Zahlenfolgen die Anwendung von Gedächtnistechniken, mit denen Zahlenpaaren oder Zahlentripeln bestimmte Bedeutungen zugewiesen werden.
Besonders Letzteres mag schnell als „Trick“ abgetan werden, bei genauerer Betrachtung wird durch eine solche Anwendung aber genau das nachvollzogen, was auf höherer Ebene ständig geschieht: Die Bildung sinnbehafteter Einheiten zur Überwindung der Schwelle von sieben Untereinheiten. Gerade solche Techniken illustrieren also im Kleinen eine der grundlegenden Funktionen unseres Denkens.
Zur Frage, inwiefern die mit derartigen Techniken stets einhergehende, aber hiervon zu unterscheidende Loci-Methode, also die räumliche Anordnung von Information zur besseren Speicherung und Verarbeitung, auch bereits automatisch bei Denkvorgängen Anwendung findet und inwieweit hierdurch Informationsaufnahme und -verarbeitung gegebenenfalls unterstützt werden können, existieren sowohl unter regelmäßigen Anwendern der Methode als auch unter Psychologen Meinungsverschiedenheiten. Klar strukturierte Untersuchungen hierzu fehlen noch.
Spricht man einer Person eine Reihe von einsilbigen Wörtern vor, also etwa „Pferd“, „Hund“, „Kuh“, „Schaf“ usw. – jedes Wort nur einmal und das nächste im Abstand von einer Sekunde – und fordert die Versuchsperson dann auf, die Wörter zu wiederholen, dann stellt sich heraus, dass sich ein Erwachsener im Durchschnitt sieben (7±2) Wörter merken kann (Miller, 1956). Das Ergebnis lässt sich immer bestätigen, beispielsweise beim Nachsprechen von einfachen Zufallszahlen. Der Zusammenhang zwischen Gedächtnisspanne, Intelligenz und Kurzspeicherkapazität oder Leistungsvermögen des Arbeitsgedächtnisses scheint regelmäßig zu bestehen.

## Die Messung
Die Messung der Kapazität der Merkspanne erfolgt durch die Aufgabe, eine möglichst lange Serie von Zeichen, die je im Abstand von einer Sekunde dargeboten werden, unmittelbar nach der Präsentation zu wiederholen. Als besonders günstig hat sich die Darbietung von Buchstabenreihen erwiesen. Beispiel:
Anweisung: „Lesen Sie die folgenden Buchstaben einer Zeile, nur je etwa eine Sekunde pro Buchstabe. Decken Sie dann die Zeile ab und wiederholen Sie sofort die Buchstabenzeile“:
- W L E
- U G N R
- B Z K T O
- W T K H F M
- E D J S R V I
- G K N A P R W D

Man prüft, wo jemand nicht mehr weiterkommt. Die Kapazität der Merkspanne liegt bei der längsten noch unmittelbar wiederholbaren Zeile.
Folgen von Ziffern und in weniger als einer Sekunde aussprechbaren einsilbigen Wörtern wie TOR, FASS oder LICHT erbringen die gleichen Ergebnisse. Allerdings ziehen bei Ziffernfolgen Personen, die Reihen von fünf und mehr schaffen, die ersten beiden Ziffern zu einer zweistelligen Zahl zusammen (Chunking). Deshalb wird eine Korrektur eingesetzt, um die Messergebnisse mittels Ziffern – von Messfehlern abgesehen – auf den gleichen Wert wie bei Buchstaben und einsilbigen Wörtern zu bringen (Lehrl u. a., 1992).

## Die akute und zeitliche Ausprägung
Die Gedächtnisspanne hat zwei Aspekte. Sie entspricht
1. der Anzahl der Einheiten (Items), die im Bewusstsein festgehalten werden können; andere Ausdrücke dafür sind „Merkspanne“ oder „unmittelbares Behalten“;
2. der Zeit in Sekunden, in der Informationen bewusst sicher gemanagt werden können; diese Seite der Gedächtnisspanne wird auch als „Gegenwartsdauer“ bezeichnet.

Die unter 1) angeführten Einheiten können Buchstaben, Ziffern, Einsilber und ähnliche Items sein, die einen geringen Informationsgehalt haben und von denen man nicht auf die anderen zu schließen vermag (stochastische Unabhängigkeit) – z. B. „u p r z e“ – wie bei aufeinanderfolgenden Buchstaben, die ein Wort ergeben – beispielsweise „u n t e n“.
Die Anzahl der maximal bewusst festhaltbaren Items deckt sich überraschend genau mit der Zeit in Sekunden, während der Informationen bei voller Auslastung des Bewusstseins unmittelbar präsent sind.

## Die Unterschiede inter- und intraindividuell
Von der Geburt bis zum 15./16. Lebensjahr nimmt die Informationsverarbeitungsgeschwindigkeit zu, bleibt bis zu etwa 25 Jahren auf diesem Niveau und sinkt dann wieder. Dies sind Durchschnittsergebnisse der Bevölkerung. Der statistische Mittelwert beträgt bei Erwachsenen 5,4 Items, entsprechend 5,4 s (Lehrl & Fischer, 1988). Zwischen den Menschen, die sich in der Testsituation um individuell hohe Leistungen bemühen, ist die Streuung der Merkspannen groß. Bei leichter geistiger Behinderung liegt sie bei 4,0 und bei geistiger Hochbegabung bei 7,0 (Lehrl u. a., 1992). Bei allgemeinen Funktionsstörungen des Gehirns wie beispielsweise einer akuten Alkohol- oder Medikamentenvergiftung oder dem Narkotikum Ketamin (Pfenninger u. a., 2002) sowie bei Altersdemenzen fällt die Merkspanne ab (Lehrl u. a., 1988). Bei nichtoptimalen Aktivationszuständen, z. B. im entspannten Zustand beim Fernsehen oder im Schulunterricht unterschreitet die Merkspanne ebenfalls das individuell mögliche Maximum, das einen vollen Wachheitszustand voraussetzt.

## Die Zusammenhänge mit anderen Größen
Je größer die Gedächtnisspanne ist, desto kompliziertere Denkvorgänge werden möglich (Süllwold, 1964). Dies dient als Erklärung für die monotonen Beziehungen mit dem Intelligenzniveau, speziell dem Niveau der fluiden Intelligenz (Engle u. a., 1999; Colom u. a.,2004). Ihre Ausprägung hängt mit dem Erfolg in Schule (Brooks & Shell, 2006; Colom u. a., 2007), Beruf (Kuncel u. a., 2004) und Alltag sowie mit der Lebensqualität (Gottfredson & Deary 2004), mentalen Gesundheit (Cederblad & Dahlin, 1995) und Lebensdauer (Maier & Smith, 1999; Gottfredson & Deary, 2004) in einer Informations- und Wissensgesellschaft zusammen. Dies macht ihre praktische Bedeutung aus.

## Die Veränderbarkeit
Bereits im Jahr 1986 berichteten Weidenhammer u. a. über mehrere Studien, in denen das Training des Arbeitsspeichers einschließlich der Gedächtnisspanne die Leistungen der fluiden Intelligenz und die psychische Stabilität Erwachsener bereits nach zwei Wochen erheblich ansteigen ließ. Eine Überblicksstudie von Takeuchi u. a. (2010), in der die soeben erörterte Arbeit von Weidenhammer u. a. nicht berücksichtigt wurde, bestätigte, dass Übungen der Gedächtnisspanne auch andere Größen fördern (sogenannter „Transfer“), speziell sich auf Wichtiges zu konzentrieren, komplex zu denken und kreativ zu sein. Außerdem haben sie nachhaltige Wirkungen, die über Monate später nach einem etwa dreiwöchigen Training noch nachweisbar sind. Erhebliche Wirkungen haben zudem körperliche Einflussgrößen, beispielsweise eine geeignete Getränkezufuhr (Rogers u. a., 2001) und Ernährung wie Schulverpflegung (Genz, 2007; Wagner, 2009). Zur Verringerung der Gedächtnisspanne tragen geistige Fehlforderungen, ungünstige Ernährung, mangelnde Bewegung, Schlafstörungen und Minderungen der Sinnestüchtigkeit bei.